# Ophiosteira cristatus
Ophiosteira cristatus är en ormstjärneart som först beskrevs av Jean Baptiste François René Koehler 1923.  Ophiosteira cristatus ingår i släktet Ophiosteira och familjen fransormstjärnor. Inga underarter finns listade i Catalogue of Life.